# Labeobarbus roylii
Labeobarbus roylii és una espècie de peix pertanyent a la família dels ciprínids.

## Descripció
- Fa 49 cm de llargària màxima.[1][2]

## Hàbitat
És un peix d'aigua dolça, bentopelàgic i de clima tropical.

## Distribució geogràfica
Es troba a Àfrica: conques dels rius Chiloango i Kouilou a Angola i la república del Congo.

## Observacions
És inofensiu per als humans.